# Balkonkraftwerk

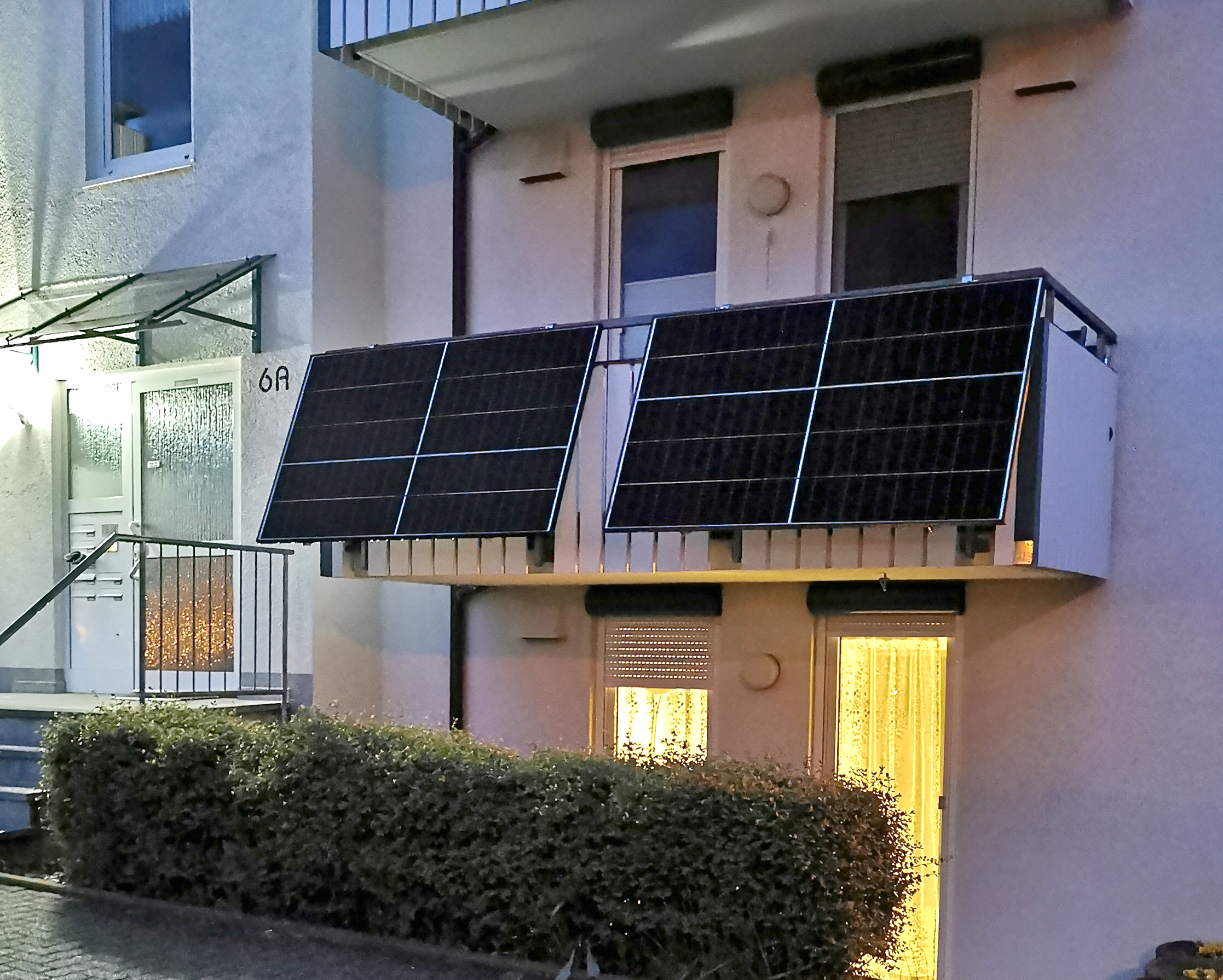
Ein Balkonkraftwerk an einem Mehrfamilienhaus, 2023

Ein Balkonkraftwerk (kurz BKW, in Deutschland ist gesetzlich auch der Begriff Steckersolargerät in § 3 Abs. 43 EEG definiert) ist eine kleine Photovoltaikanlage zur Erzeugung von elektrischem Strom. Es besteht aus einem oder aus mehreren Solarmodulen, einem Wechselrichter, einer Niederspannungs-Anschlussleitung und einem Stecker zur Verbindung mit dem Endstromkreis im Netz eines Letztverbrauchers. Als Montageort wird häufig der Balkon, der Carport, das Garagendach oder die Terrasse genutzt. Der erzeugte Strom kann sofort genutzt werden, ungenutzte Elektrizität fließt vom Anschluss des Verbrauchers unvergütet in das öffentliche Netz.

## Geschichte
Ein wesentlicher Pionier der in den 2020er Jahren stark zunehmenden Verbreitung von Balkonkraftwerken in Deutschland ist der Ingenieur und Unternehmer Holger Laudeley. Bereits 2001 entwickelte und präsentierte er ein Modul mit integriertem Wechselrichter, welches die technische Grundlage für eine vereinfachte Netzeinspeisung von Solarstrom bildete. 2001 demonstrierte er die Praxistauglichkeit seines Moduls, indem er unter anderem ein Auto (CityEL) mit Solarstrom aus der Steckdose lud. Laudeley begann 2012, sich intensiv mit der Technik und den rechtlichen Rahmenbedingungen der nun aufkommenden Balkonkraftwerke auseinanderzusetzen.
Ab 2016 veröffentlichte er erste Ratgeber und nutzte seine Website „PV-Plug“, um für vereinfachte Anmeldeverfahren zu werben. Zudem gründete er 2017 einen Arbeitskreis innerhalb der Deutsche Gesellschaft für Sonnenenergie (DGS), der sich für die Normung von Steckersolargeräten einsetzte. Er prägte in dieser Zeit den Begriff „Steckersolargerät“. Ein wichtiger Wendepunkt in der öffentlichen Wahrnehmung von Balkonkraftwerken war der Film Leben mit der Energiewende von Frank Farenski aus dem Jahr 2014, in dem Laudeley und seine Vision von einfach anwendbaren Solarmodulen ausführlich vorgestellt wurden.
Sein beharrlicher Einsatz, unter anderem in zahlreichen Gesprächen und Rechtsstreiten mit Netzbetreibern (u. a. EWE, E.ON) und Normungsgremien, führte schließlich dazu, dass die VDE-Anwendungsregel VDE-AR-N 4105 im November 2018 angepasst wurde und eine vereinfachte Anmeldung von Balkonkraftwerken, in der Anwendungsregel als „Steckbare Stromerzeugungsgeräte“ bezeichnet, bis 600 Watt ermöglichte.
Für sein Engagement erhielt Laudeley 2018 den „Preis für Zivilcourage“ der Werner-Bonhoff-Stiftung. Laudeleys Arbeit trug maßgeblich zur Vereinfachung und damit zur Verbreitung dieser Technologie in Deutschland bei.

## Technische Aspekte
Pro „Entnahmestelle eines Letztverbrauchers“ (Stromzähler) dürfen nach § 8 Abs. 5a EEG Steckersolargeräte mit einer Wechselrichterleistung von bis zu 800 Watt (W) oder genauer 800 Voltampere (VA) Scheinleistung durch Laien installiert werden. Wenn der zugehörige Stromzähler über keine Rücklaufsperre verfügt, darf er in Deutschland vorübergehend bis zum Austausch rückwärts laufen.
Für Deutschland empfehlen die VDE-Normen für Balkonkraftwerke einen speziellen „Einspeise-Stecker“, der nach außen isolierte Kontakte hat (Stand Dezember 2023). In der Praxis werden bei rund 80 Prozent aller Anlagen Schuko-Stecker zur Stromeinspeisung von Steckersolargeräten verwendet. Um die Sicherheit bei der Stromeinspeisung mit einem Schuko-Stecker zu gewährleisten, ist auf DGS-Sicherheitsstandards (DGS 0001:2023-01) oder auf die VDE-Produktnorm (VDE 0126-95) für den verwendeten Wechselrichter zu achten, so dass er über Sicherheitsschaltungen, die richtige Isolationskoordination und eine prompte Zwangsabschaltung verfügt, sobald der Stecker aus der Dose gezogen wird oder das Netz ausfällt (Komponenten zum Netz- und Anlagenschutz). Auf einen speziellen „Einspeise-Stecker“ ist zu achten, wenn seine Verwendung zwingende Voraussetzung für eine finanzielle Förderung ist. Das kann z. B. bei Förderzuschüssen von Kommunen, Landkreisen oder Bundesländern der Fall sein. Mit einem Flachkabel, das MC4-Anschlüsse (Solarstecker und -buchse) hat, zwischen Solarpanelen und Wechselrichter kann per Fensterdurchführung die Nutzung einer Steckdose im Gebäudeinneren ermöglicht werden.
Der Wechselrichter eines Balkonkraftwerks nutzt das öffentliche Stromnetz als Referenz für die Wechselstromfrequenz und die Wechselspannung, die von ihm erzeugt wird. Bei Stromausfall kann der Wechselrichter die Solarenergie nicht mehr in Wechselstrom konvertieren, wenn diese Referenz fehlt. Aus Sicherheitsgründen ist das auch zwingend und gewollt, weil eine Stromeinspeisung bei Ausfall des öffentlichen Netzes ein Sicherheitsrisiko bei Reparaturen darstellt.
In Deutschland, Österreich und in der Schweiz ist die Selbstinstallation erlaubt. In der Schweiz benachrichtigt man den Stromlieferanten. Dieser prüft dazu die Stromzähler-Tauglichkeit. In Deutschland ist der Betrieb durch eine VDE-Norm geregelt (VDE-AR-N 4105). In Österreich ist die Installation von Solarzellen durch ÖNORM (ÖNORM E 8001-4-712[23]) definiert.

## Wirtschaftlichkeit
Balkonkraftwerke gelten gemeinhin für den Verbraucher als profitabel – sofern die Module richtig ausgerichtet und nicht verschattet werden. Außerdem fließen der Anteil des Eigenverbrauchs, der Strompreis des Stromversorgers und die Anschaffungskosten in die Renditeberechnung ein. Nach Schätzungen der Verbraucherzentrale amortisieren sich Balkonkraftwerke innerhalb von 3 bis 10 Jahren.
Mit einer Anmeldung für die Einspeisevergütung, die technische Nachweise und Prüfungen notwendig macht, lässt sich mit einem Balkonkraftwerk auch mit der Netzeinspeisung Geld erwirtschaften. Diese Erträge decken allerdings häufig nicht die Kosten der einmaligen Installation eines Einspeisezählers und der jährlichen Zählergebühren.

## Politische Zielsetzung

Anzahl Balkonkraftwerke in Deutschland, Stand 31. Dezember 2024, Marktstammdatenregister

BKW-Leistung und Gesamt-Photovoltaik-Leistung in GW peak in Deutschland 2018–2024, Marktstammdatenregister

Ein Steckersolargerät spart Energie und fördert damit das Staatsziel „Umweltschutz“ bzw. „Schutz der natürlichen Lebensgrundlagen“; in Deutschland gemäß Artikel 20a GG. Der Beitrag der Steckersolargeräte zur Energiewende ist laut Umwelt-Bundesamt quantitativ gering, aber auch qualitativ zu bewerten. Balkonkraftwerke ermöglichen vielen Menschen eine aktive Teilhabe an der Energiewende. Letztverbraucher, die ein Balkonkraftwerk installiert haben, setzen sich mit ihrem Stromverbrauch und -bedarf auseinander. Das führe zu „Akzeptanzsteigerung und Demokratisierung der Energiewende“.

### Gesetzlicher Rahmen
In der Europäischen Union werden gemäß der EU-Verordnung 2016/631 Balkonkraftwerke mit einer Wechselrichterleistung von bis zu 800 W gemäß dem Stromnetz als nicht relevant betrachtet. Daher besteht keine Verpflichtung zu einer Anmeldung beim oder Genehmigung durch den Netzbetreiber. In Deutschland ist das in § 8 Abs. 5a EEG mit der Formulierung „… zusätzliche gegenüber dem Netzbetreiber abzugebende Meldungen von Anlagen … können nicht verlangt werden“ umgesetzt. Ein Balkonkraftwerk muss in Deutschland lediglich innerhalb eines Monats nach Inbetriebnahme beim Marktstammdatenregister angemeldet werden. Gemäß dem am 1. April 2024 veröffentlichten Merkblatt Registrierung für Balkonkraftwerke der Bundesnetzagentur sind im Marktstammdatenregister nach Anlage eines Nutzerkontos der Standort der Anlage, das Inbetriebnahme-Datum, die Modulleistung (bis 2000 Watt peak) und die Wechselrichterleistung (bis 800 W) anzugeben. Wird auch ein Stromspeicher betrieben, sind auch dessen technische Daten zu erfassen.
Nach dem deutschen Wohnungseigentumsgesetz (WEG) ist der Hauseigentümer (Vermieter, Eigentümergemeinschaft) vor Installation eines Balkonkraftwerks zu fragen, wenn es außerhalb der Wohnung angebracht wird. Seit 17. Oktober 2024 können Eigentümer und Vermieter ihre Zustimmung nicht mehr ohne triftigen Grund versagen. Berechtigte Vorgaben und Einschränkungen, die z. B. aus Bauvorschriften, Denkmalschutz, Mehrheitsbeschluss der Eigentümergemeinschaft oder dem Mietvertrag resultieren, sind einzuhalten.
In Deutschland ist seit 1. Januar 2023 nach § 12 Abs. 3 UStG für alle wesentlichen Komponenten und die Installation einer Photovoltaikanlage mit „nicht mehr als 30 Kilowatt (peak)“ die Umsatzsteuer auf 0 Prozent ermäßigt, wenn sie fest installiert ist. Erfasst sind mit dieser Regelung auch sogenannte Balkonkraftwerke mit einer Modulleistung von 300 Wp und mehr. Mobile Solarmodule (z. B. für Campingzwecke) mit einer Leistung unter 300 Wp sind dagegen nicht erfasst.

## Versicherung
Im Regelfall gehört ein Balkonkraftwerk zum Wohnungsinventar und ist z. B. bei Sturmschäden in der Hausratversicherung mitversichert. Werden durch das BKW Sachschäden bei Dritten oder Personenschäden verursacht, greift die Privathaftpflichtversicherung. Ob die vorhandenen Hausrat- und Haftpflichtversicherungen diese Risiken, falls sie nicht konkret benannt sind, tatsächlich absichern, ist im Einzelfall bei den Versicherungen zu erfragen.

## Häufigkeit
Anfang Juni 2025 waren in Deutschland mehr als eine Million Balkonkraftwerke im Marktstammdatenregister angemeldet, wobei von einer mindestens gleich großen und teils deutlich höheren Dunkelziffer unangemeldet betriebener Anlagen ausgegangen wird. 2023 erlaubten 25 von 27 EU-Mitgliedstaaten die Errichtung von Balkonkraftwerke unter verschiedenen Voraussetzungen.

### Interessenverbände
- Balkon.Solar e.V., Mitgliederverein zu Austausch und Beratung über Balkonkraftwerke
- Bundesverband Steckersolar, Branchenverband deutscher Balkonkraftwerk-Unternehmen